# Theodor Heinrich von Stratmann

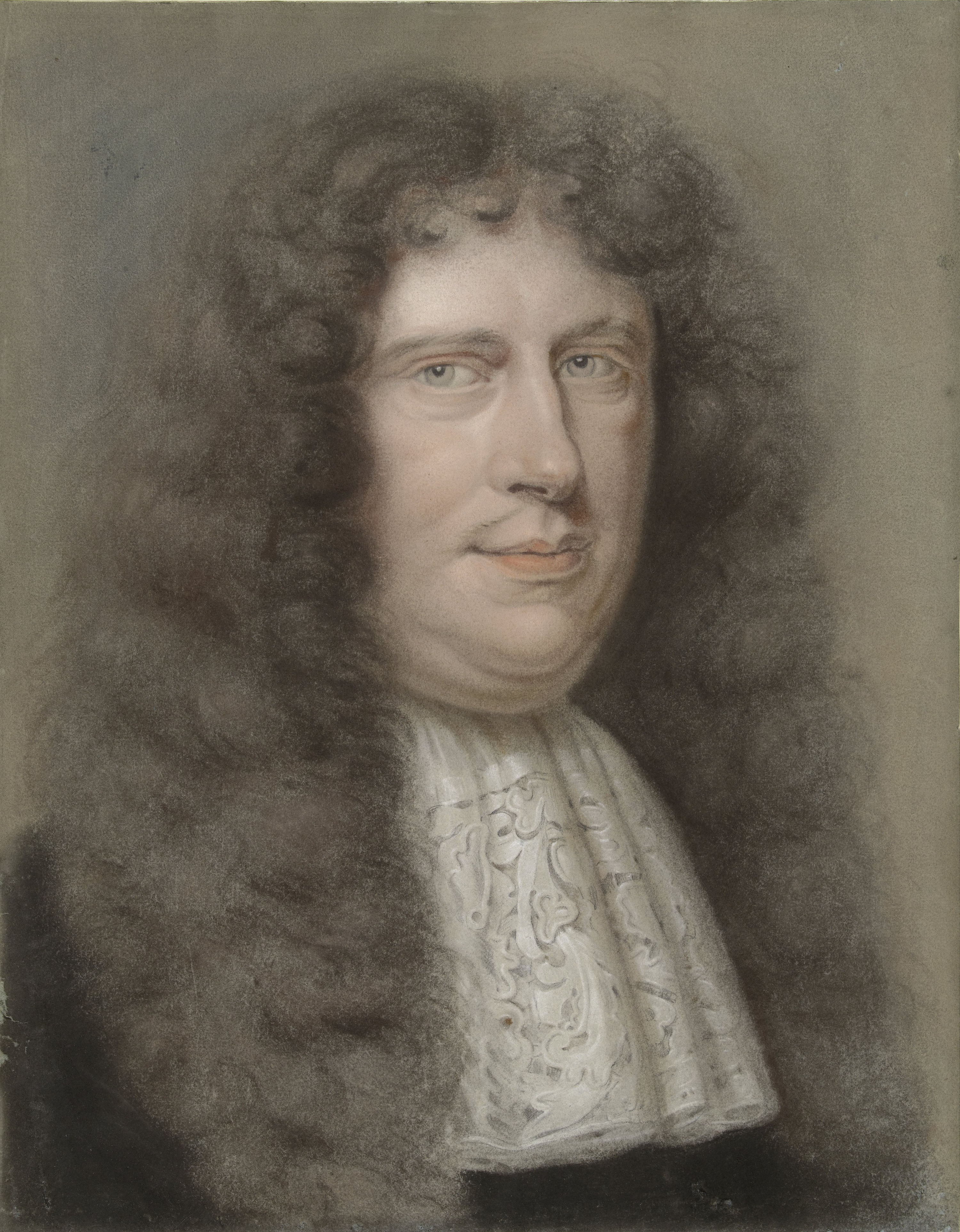
Theodor Heinrich von Stratmann, porträtiert von Bernard Vaillant und Wallerant Vaillant

Graf Theodor Heinrich von Stratmann (* 1637; † 25. Oktober 1693) war ein österreichisch-deutscher Diplomat und Reichskanzler unter Leopold I.

## Karriere
Stratmann, dem Klever Adelsgeschlecht Stratmann entstammend, begann seine Karriere in den Diensten des Kurfürsten von Brandenburg, später des Kurfürsten Philipp Wilhelm von Pfalz-Neuburg in Düsseldorf, wo er den Posten des Vizekanzlers erreichte. Von seinem Landesherrn am Kaiserhof in Wien vorgestellt, trat er in die Dienste von Leopold I.
Er war als Diplomat unter anderem beteiligt an der Heirat Leopolds I. mit Eleonore von Pfalz-Neuburg (1676) und an Verhandlungen während der Friedensverhandlungen in Nimwegen (1678/79). Von 1680 bis 1683 Prinzipalgesandter beim Reichstag in Regensburg, wurde er 1683 für die Position des Hofkanzlers nach Wien gerufen. Diese Position verdankte er nicht nur seiner Tüchtigkeit, sondern auch seinem Status als unparteiischer Fremder in Wien. 1685 vermittelte er die Heirat von Max Emanuel von Bayern mit Leopolds Tochter Maria Antonia. Von 1687 bis 1690 arbeitete Stratmann daran, den Habsburgern die ungarische Königskrone erblich zu sichern. Trotz seiner weitreichenden Befugnisse als Kanzler blieb Stratmann ein ehrlicher Makler und überließ dem Kaiser stets die letzte Entscheidung.

## Privatleben
Seine erste Ehefrau war Mechtilde von Mollard (1640–1684), die er am 2. Juli 1661 in Utrecht heiratete. Aus dieser Ehe stammten mehrere Nachkommen, darunter Heinrich Johann Franz von Stratmann (* 1668 in Kleve, später Botschafter in den Niederlanden) und Eleonore Batthyány-Stratmann (* 1672). Nach mehreren Jahren als Witwer schloss Stratmann seine zweite Ehe am 15. Mai 1691 in Wien mit Maria Margarethe Magdalena Gräfin von Traun-Abensperg, verwitwete Gräfin Buquoy (* 1649; † 5. Dezember 1706), der Erbtochter von Ernst Graf von Abensperg und Traun-Meissau (* 26. März 1608; † 18. November 1668). Diese Ehe blieb kinderlos.